# Біжи, товстуне, біжи
«Біжи, товстуне, біжи» (англ. Run Fatboy Run) — англійська кінокомедія режисера Девіда Швіммера, із Саймоном Пеггом у головній ролі. Прем'єра відбулася 7 вересня 2007 року у Великій Британії та Ірландії.

## Сюжет
Денніс зустрів Ліббі — кохану свого життя, та злякався й втік від неї в найвідповідальнішу мить — коли вагітна наречена стояла біля вівтаря. Пройшло 6 років, Ліббі зустріла нового успішного залицяльника. Проте тепер Денніс, лінивий охоронник магазину жіночої білизни, хоче довести їй, що здатен на більше — і це він доведе, беручи вперше участь у Лондонському благодійному марафоні.

## У головних ролях
- Саймон Пегг — Денніс;
- Тенді Ньютон — Ліббі;
- Генк Азарія — Віт;
- Ділан Моран — Гордон;
- Харіш Пател — містер Гошдаштідар;
- Індіа де Буфорт — Майя Гошдаштідар;
- Метью Фентон — Джейк (син Денніса й Ліббі);
- Саймон Дей — Вінсент;
- Рут Шін — Клодін

## Кінокритика
На сайті Rotten Tomatoes рейтинг кінофільму становить 48 % (70 схвальних відгуків і 77 негативних). На сайті Metacritic оцінка фільму становить 48 із 100 (27 відгуків).

## Касові збори
Касові збори становили 33,463,522 дол.

## Факти
- У першому варіанті сценарію події відбувалися в Лос-Анджелесі, проте пізніше їх перенесли до Лондону;
- Протягом фільму в кадрі декілька разів з'являлися графіті, що зображували певний стан головного героя Денніса. Із цієї самою метою на старті марафону позаду Віта стартував чоловік у костюмі кролика, а позаду Денніса — в костюмі черепахи;
- Девід Швіммер, що виступив режисером цього фільму, також знявся в камео — зіграв чоловіка, що подає пиво Деннісу під час проведення марафону